# Evington Park
Evington Park – park położony w południowo-wschodniej części miasta Leicester o powierzchni 44 hektarów utworzony w 1836 roku.
Główną cechą parku jest drzewostan. Posadzone są drzewa różnych gatunków m.in.: dęby, kasztanowce, miłorzęby, buki. Wiosna kwitnie wiele gatunków kwiatów: rododendrony, azalie, tulipany. W parku znajdują się dwa stawy.
Park otoczony jest ulicami Ethel Road, Cordery Road, The Common, Hextall Road.
W parku znajduje się wiele atrakcji rekreacyjnych: boiska do piłki nożnej, korty tenisowe, boisko do krykieta, plac zabaw dla dzieci.